# Johann Auderer
Johann Auderer (* 15. Dezember 1845; † im 20. Jahrhundert) war ein Zigarrenarbeiter und Politiker (SPD).

## Leben
Auderer, der katholischer Konfession war, war Zigarrenarbeiter in Lemgo. Seit den 1890er Jahren war er Mitglied im „Sozialdemokratischen Wahlverein“ und seit dem 31. August 1897 Gründungsmitglied des Lemgoer Ortsvereins der SPD. Er war Stadtverordneter in Lemgo. Dem Landtag Lippe gehörte er eine Wahlperiode lang von 1904 bis 1908 an. Er wurde bei der Landtagswahl in Lippe 1904 in der Stichwahl am 14. Dezember 1904 im ersten Wahlkreis der dritten Klasse mit 760 von 1377 Stimmen gewählt. Er setzte sich damit gegen den Druckereibesitzer Adolf Neumann-Hofer durch, der im ersten Wahlgang am 2. Dezember 1904 noch mit 33,8 % der Stimmen vor Auderer (24,9 %) gelegen hatte.